# Bellevesvre
Bellevesvre é uma comuna francesa na região administrativa de Borgonha-Franco-Condado, no departamento Saône-et-Loire. Estende-se por uma área de 7,21 km². Em 2010 a comuna tinha 294 habitantes (densidade: 40,8 hab./km²).